# Avetrana
Avetrana (L'Aitrana in dialetto salentino) è un comune italiano di 6 138 abitanti della provincia di Taranto in Puglia, situato nel Salento settentrionale.

## Geografia fisica

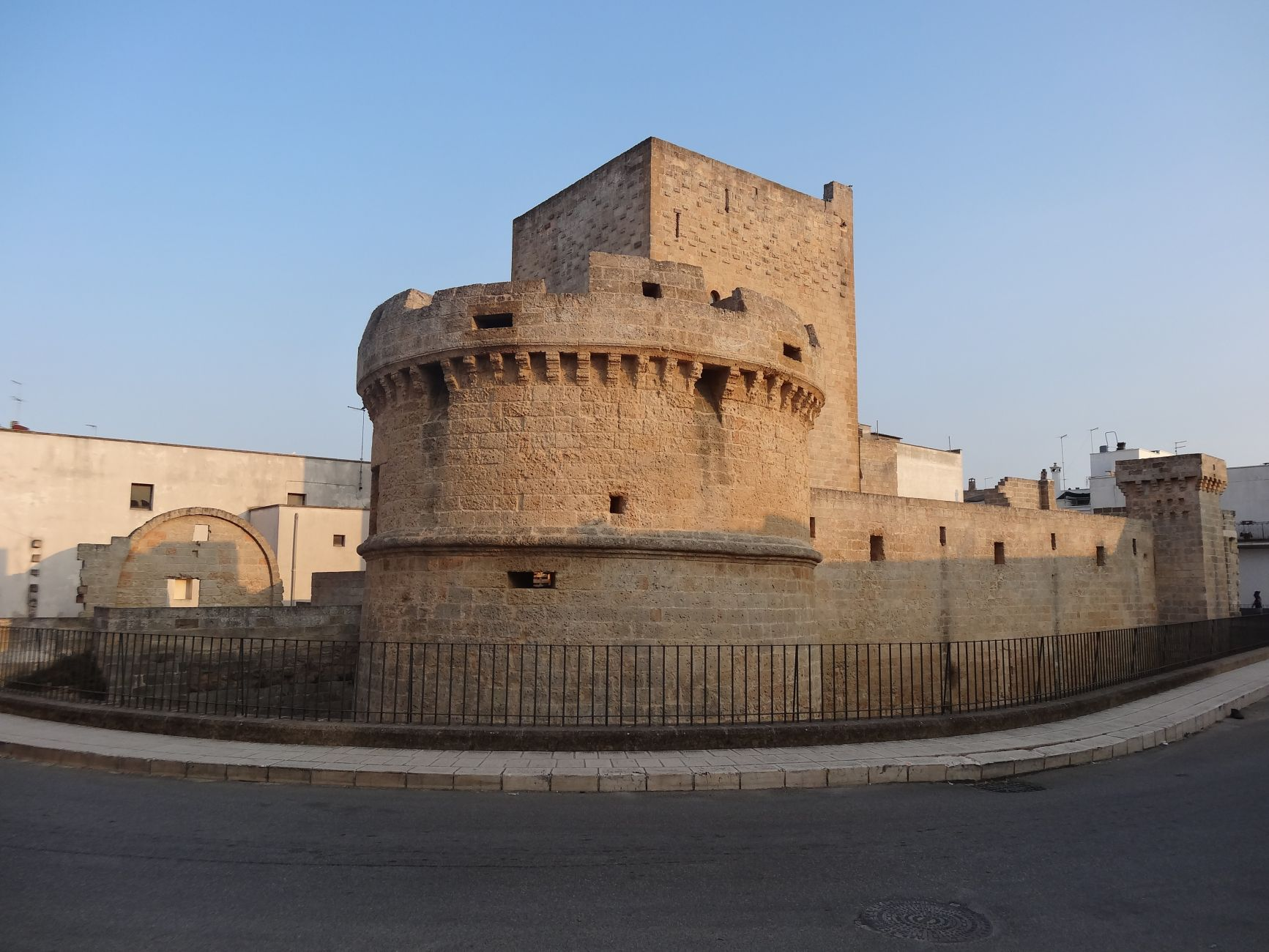
Castello di Avetrana (torrione)

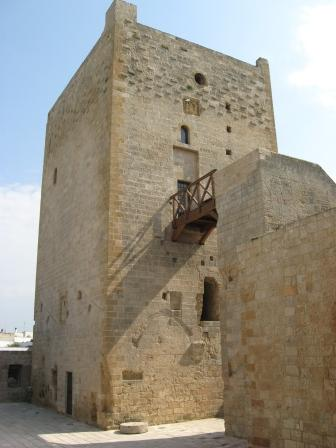
Torrione

L'abitato è posto nel Salento, in provincia di Taranto, ma al confine con quelle di Brindisi e Lecce. L'abitato sorge a 62 metri s.l.m. in una zona collinare detta Murge Tarantine, più precisamente nella cosiddetta "area delle Serre tarantine". La massima altitudine, 117 metri s.l.m., si raggiunge a Monte dei Diavoli, una modesta altura posta in direzione di Manduria; il cosiddetto Monte della Marina raggiunge invece i 100 metri.
Il concentrico urbano dista solo 5 km dalla linea di costa del Golfo di Porto Cesareo, ciononostante il territorio comunale non possiede sbocchi sul mare essendovi interposta una protuberanza del territorio comunale di Manduria, la quale arresta la linea del territorio comunale di Avetrana a soli 1,5 km dal mare escludendo dai possedimenti comunali l'area delle Saline dei Monaci, Specchiarica e Torre Colimena.

## Storia
Fino agli inizi del XIX secolo, il nome di questo centro, così come riportato in molteplici documenti storici, era quello di "Vetrana". L'etimologia, invece, è tuttora incerta, mentre la sua origine può farsi risalire con probabilità all'epoca romana.
Il territorio di Avetrana era già abitato durante il Neolitico, infatti sulla via Tarantina in località Masseria della Marina, a sud dell'abitato, sono venuti alla luce tracce di un villaggio preistorico capannicolo del VI millennio a.C. Altro luogo frequentato nel neolitico sono le grotte nel Canale di San Martino, i cui reperti sono custoditi nel Museo nazionale di Taranto.
Importanti ritrovamenti nel XIX secolo sono relativi a numerose armi dell'età del bronzo in zona Strazzati-Sinfarosa, a nord del paese.
Nei pressi del più antico tracciato della via Sallentina, in località di San Francesco, a nord del paese, durante i lavori per la costruzione di un acquedotto, sono stati rinvenuti i resti di una villa rustica romana del II secolo a.C. La via Sallentina, (convenzionalmente detta) era quella strada messapica che univa Taranto a Otranto, passando per Manduria, Nardò, Alezio ed Ugento, molto importante fino al medioevo. Nel tratto avetranese, la strada da Manduria giungeva alle spalle della masseria Sinfarosa, passava nei pressi di masseria Strazzati, si dirigeva verso la parte nord del rione Casasana, curvando proseguiva per masseria Noa, continuava sulla attuale via Montebianco, passava a sud del bosco di Modunato, fiancheggiava masseria Abbatemasi e si dirigeva all'interno dell'attuale Pista di Nardò per proseguire verso Nardò.
Numerosi erano poi i casali, piccoli insediamenti dapprima messapici, poi romani ed infine medievali abbandonati a seguito delle incursioni saracene: Monte d'Arena, Ruggiano, Frassanito, Modunato, Santa Maria della Vetrana, Vetrana, San Giorgio, San Martino, San Giuliano ecc.
All'origine l'attuale territorio comunale avetranese, era diviso in tre (e forse più) feudi: Vetrana, Ruggiano e Modunato. Il feudo ed il casale di Ruggiano probabilmente distrutto dalle varie invasioni saracene, venne accorpato con quello di Vetrana forse già dal XIV secolo. Mentre il feudo ed il casale di Modunato fu annesso al Comune di Avetrana nel XIX secolo.
Il paese attuale sorge sul secondo tracciato (tardo impero) dell'importante arteria stradale che, in epoca messapica prima e successivamente in quella romana, collegava Taranto, Manduria, Nardò, Leuca e Otranto: La "Via Traiana Messapica", detta anche da alcuni storici "via Sallentina". Probabilmente la modifica al vecchio tracciato della via Sallentina, fu opera di Traiano. Accorciare la strada aveva un problema: zone che con la pioggia diventavano paludose. Ma il problema fu risolto con un canale di circa due chilometri e la nuova strada romana fu deviata più a sud. Sempre alle spalle della masseria Sinfarosa, il nuovo tracciato percorreva l'attuale strada secondaria per Manduria, giungeva ad Avetrana, attraversava l'attuale stazione di servizio sbucando nella attuale piazza Chiesa, proseguiva per via Campanile, incrociava l'attuale via Roma per poi proseguire su via XXIV Maggio e all'altezza della Masseria Abbatemasi riprendeva il vecchio percorso per Nardò. Nel XVI secolo con le nuove mura e l'allargamento più a nord del paese, la strada fu fatta passare per l'attuale via Leonardo da Vinci. Nel XIX secolo con la costruzione della nuova Avetrana-Nardò la vecchia via Traiana perse molti tratti.
Una traccia di epoca romana, probabilmente del primo secolo, è il "canale romano" ("fratello" dell'omonimo canale di Manduria). È un canale lungo circa due chilometri, largo tre metri e profondo un paio, perfettamente diritto in direzione nord-sud, si trova a est del paese e faceva defluire le acque pluviali nel canale naturale di San Martino. Oggi il tratto nord è stato quasi del tutto cancellato dalle cave di estrazione di conci di tufo, invece a sud, nonostante in parte affogato da pietrisco è tuttora evidente. Attraversa la strada di Nardò e in quel tratto è denominato "Ponte Rescio" (dalla omonima vicina masseria). Come si è detto prima la funzione di questo canale era di evitare l'impaludamento lungo la nuova via Traiana, nel tratto tra Avetrana e masseria Abbatemasi.
Con il nome di "Vetrana" fu feudo di diverse famiglie durante la tirannide feudale. Nel 1481 passò alla signoria dei Pagano, come dote di Colella o Ippolita, figlia di Francesco Montefuscoli, sposa a Galeotto Pagano. Sotto i Pagano si iniziò la costruzione della nuova chiesa matrice (prima chiesa) e delle mura, di cui oggi rimangono visibili solo pochi resti.
Durante la signoria dei Pagano il territorio fu teatro di alcuni scontri: presso il casale di San Giuliano (probabilmente l'odierna "masseria San Paolo"), truppe imperiali di Carlo V furono sconfitte da un contingente francese. Nel 1547 pirati turchi sbarcarono presso Torre Columena.
Nel 1587 Avetrana fu venduta da Carlo Pagano a Giovanni Antonio Albrizzi, che diventò il signore di Avetrana. Il castello nel 1644 era in proprietà del vescovo Geronimo di Martino e nel 1656 passò ai Romano e successivamente, divenne proprietà di Michele Imperiale, marchese di Oria e principe di Francavilla.
Non si può escludere che in un primo momento i Romano potessero essere stati i conestabili degli Imperiali e poi successivamente, con acquisizione diretta, i Signori di Avetrana.
Il 20 febbraio 1743 un violento terremoto, detto di Nardò, colpì gran parte del Salento da Brindisi a Nardò. In molti grossi centri come Francavilla Fontana e Nardò si ebbero gravi perdite umane e architettoniche. 
Ad Avetrana, oltre alla chiesa matrice colpita gravemente, il sisma provocò il crollo di alcuni edifici e ne lesionò gravemente molti altri, come il Torrione che subì delle gravi lesioni alla struttura poi restaurate alla fine del XX secolo. Il terremoto non risparmiò neanche la chiesa del Casale di Santa Maria, molte masserie, e buona parte delle abitazioni del paese. Le abitazioni di Avetrana, come nel resto del Salento, avevano in maggior parte i tetti in legno coperti da coppi o tegole, come in legno erano anche i piani interni. Dal dopo terremoto in poi si costruì unicamente con volte a stella in muratura, più resistenti e privi di tetti, trovandosi così un'area solare calpestabile detta nel locale dialetto "lamia".
Nel 1782, estintasi la famiglia Imperiale, Avetrana passò al fisco regio e da questo venduta a Massenzio Filo, rimanendo in proprietà della famiglia fino all'abolizione della feudalità nel 1806. Rimasero di proprietà della famiglia fino agli inizi del Novecento diversi possedimenti, tra cui il palazzo, in seguito ceduti al loro amministratore e frazionati in numerose proprietà.
Nel 1929 una rivolta contadina fu duramente repressa dal regime fascista.
All'inizio degli anni ottanta Avetrana fu sede di manifestazioni del movimento antinucleare, in opposizione alla volontà, manifestata da parte della regione Puglia e del governo nazionale, di impiantare una centrale nucleare nel territorio avetranese. Volontà stroncata dal referendum del 1987 che sancì l'abbandono della tecnologia nucleare per la produzione di corrente elettrica in Italia.
Nel 2010 Avetrana ebbe una notevole eco mediatica per effetto di un fatto di cronaca, la scomparsa e l'omicidio della giovane Sarah Scazzi.
Nell'ottobre del 2012 il Consiglio dei Ministri approvò il decreto sulla riforma delle province e fu decretato il passaggio di Avetrana alla Provincia di Lecce, assieme ai comuni brindisini di Cellino San Marco, Erchie, Mesagne, San Donaci, San Pancrazio Salentino, San Pietro Vernotico, Torchiarolo e Torre Santa Susanna. Suddetto decreto, nel dicembre del 2012, non venne poi convertito in legge per l'eccesso di emendamenti conseguenti al riordino delle province ed alla crisi di governo in atto, tramontò quindi il passaggio da Taranto a Lecce.

## Monumenti e luoghi d'interesse

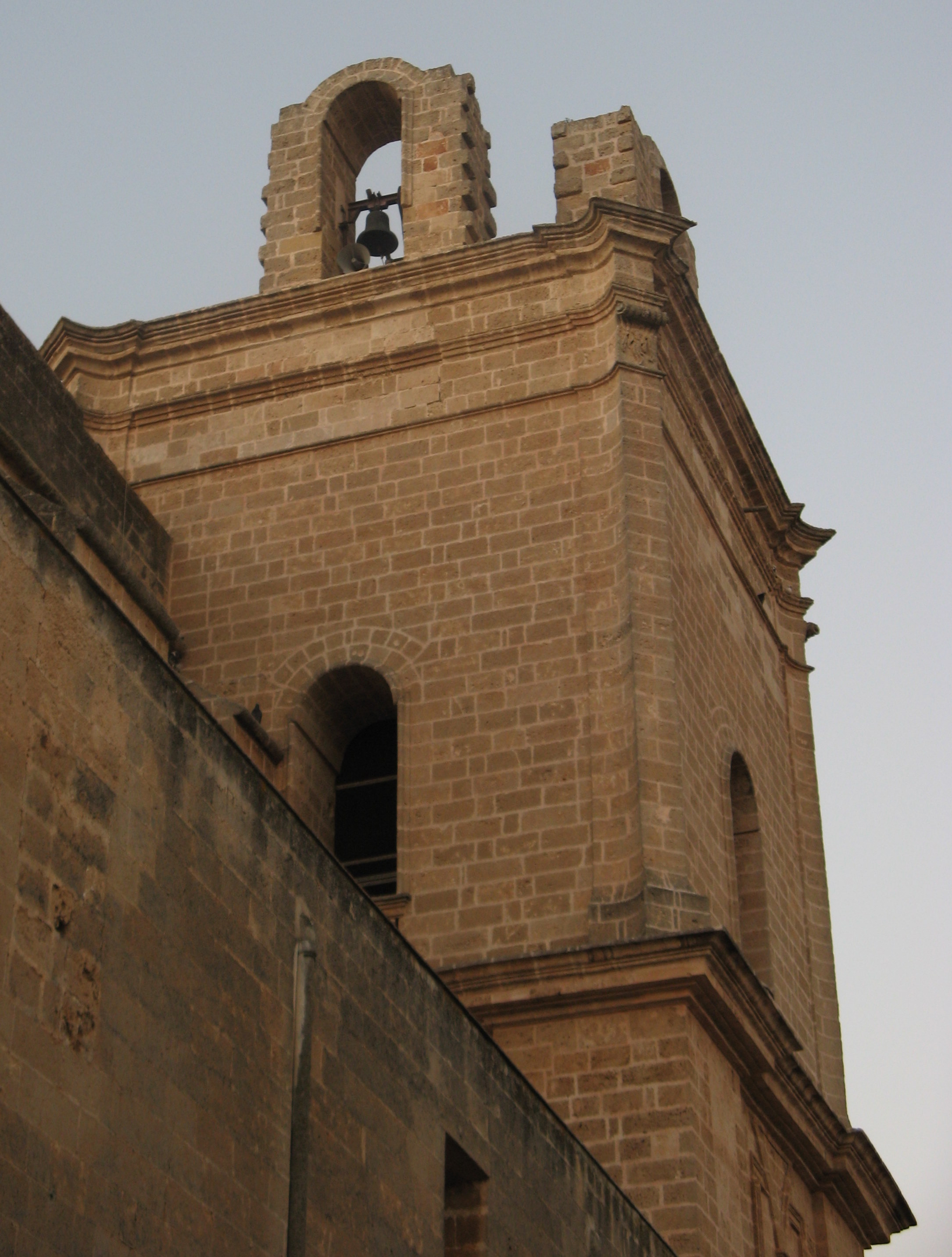
Campanile della Chiesa Madre

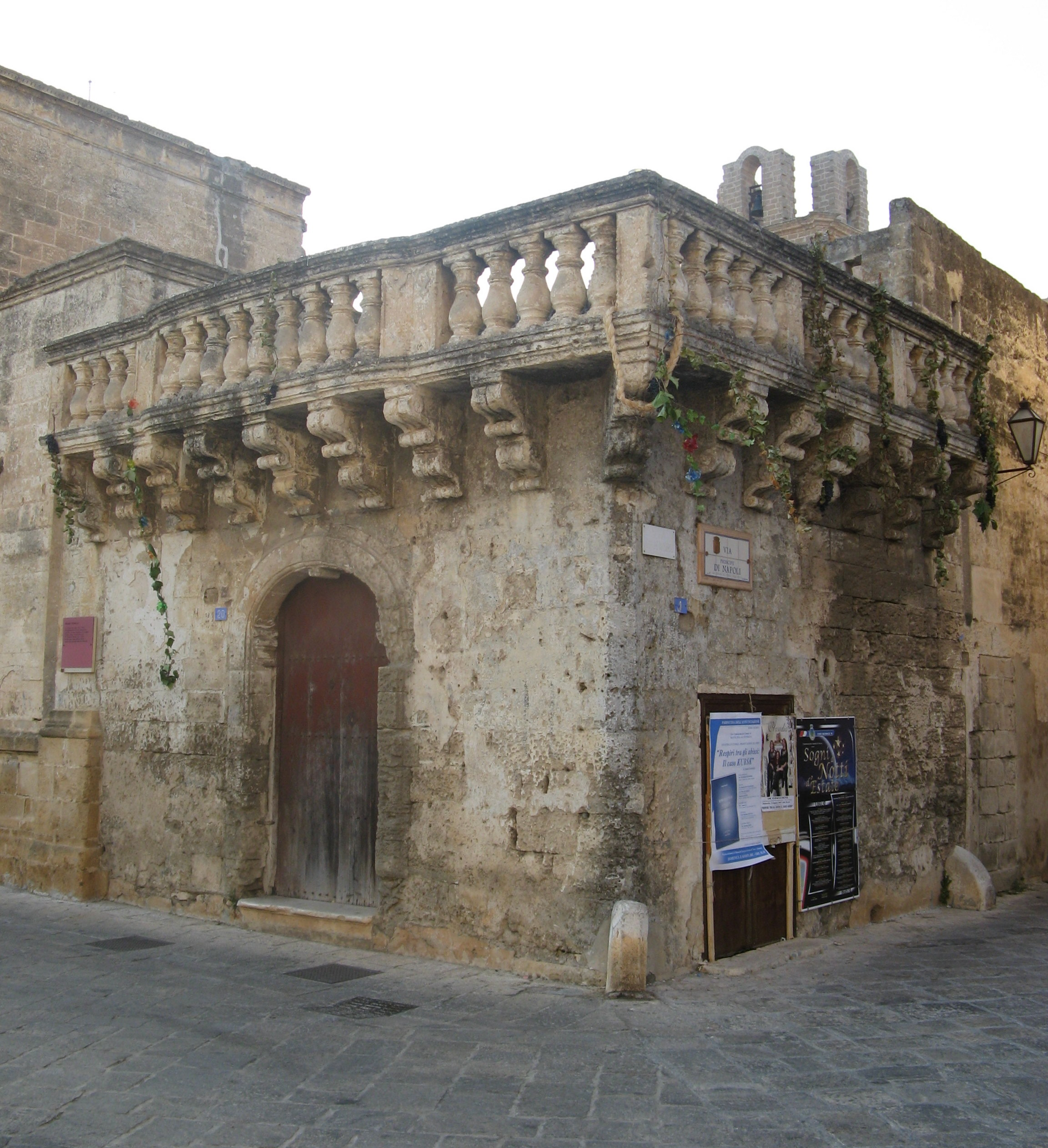
Balcone del palazzo Torricelli

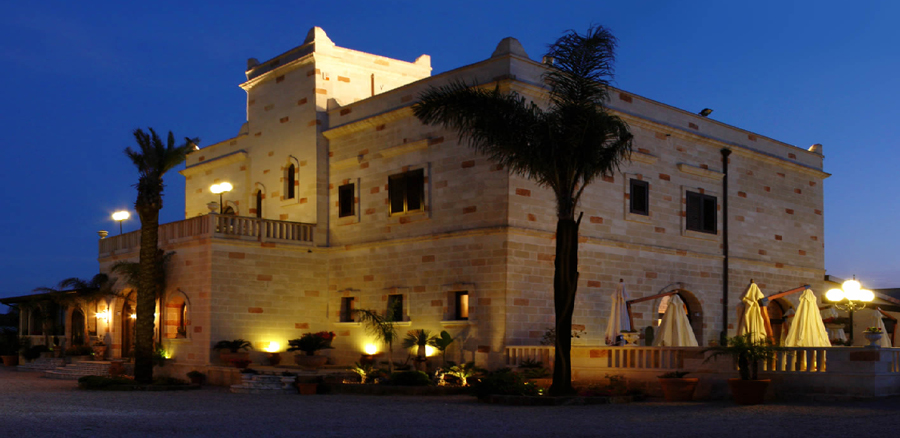
Masseria Grottella

### Architetture religiose
La Chiesa Madre fu ricostruita tra il 1743 ed il 1756, dopo che un più antico edificio con pianta absidata (del XV-XVI secolo) era stato distrutto dal terremoto di Nardò.

### Architetture civili
- Resti di un castello attestato con sicurezza solo a partire dal XIV secolo, al quale sono tuttavia attribuite poco probabili origini normanne (1050-1070, durante la conquista normanna della Puglia).
- Complesso del Palazzo Baronale - Palazzo Imperiali, il cui primo nucleo venne edificato dai Pagano e fu ampliato in seguito dagli Albrizzi: questa parte più antica si affaccia su largo Cavallerizza e presenta uno stemma gentilizio su uno degli accessi. La famiglia Imperiali aggiunse l'ala orientale nel XVIII secolo, più sontuosa.

#### Pietre d'inciampo
Avetrana accoglie ufficialmente 6 pietre d'inciampo e tali pose sono frutto di un'iniziativa realizzata da Parisi Giancarlo autore del libro "I.M.I. - Un NO per la Libertà" in collaborazione con Associazione Nazionale Combattenti e Reduci (sezione di Avetrana) e l'Amministrazione Comunale.

#### Piazza Giovanni XXIII
Fisonomia area verde:
Alberi di ghianda sono posti intorno al giardino, invece
delle palme sono poste nelle fioriere

In origine si chiamava Largo Osanna, poi successivamente fu denominata Piazza dei Martiri ed oggi ha il nome
di Piazza Giovanni XXIII, nasce come giardino pubblico in epoca fascista.
In origine Sul luogo in cui sorge il giardino pubblico era posta la Colonna dell'Osanna dando origine alla denominazione Largo Osanna, nel 1930 viene presentato un progetto di risanamento igienico di Largo Osanna.
Fra il 1934 ed il 1939 avvengono i lavori di sistemazione di Piazza dei Martiri, durante questi lavori viene inserita la fontana monumentale.
Nel 1960/61 viene installata la pubblica illuminazione e nel 1964, con Delibera di Consiglio Comunale n. 2 del 20 gennaio 1964 il luogo viene denominato Piazza Giovanni XXIII.
Nel corso degli anni a seguire si sono tenuti dei lavori di miglioramento, ad esempio viene eliminata la recinzione.Gli ultimi restauri sono stati eseguiti nel 1953 e nel 2010 i lavori hanno riguardato la fontana

#### Piazza Vittorio Veneto
Fisonomia area verde:
Alberod' Ulivo , alberi d'arancio

Il progetto di riqualificazione della Piazza Vittorio Veneto, detta anche  "piazza del popolo", nasce nal 1993 e termina nel 2005.

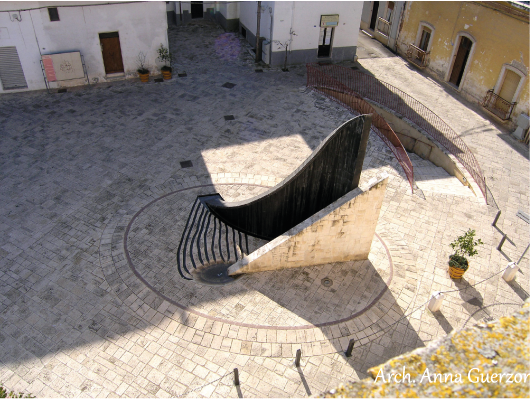
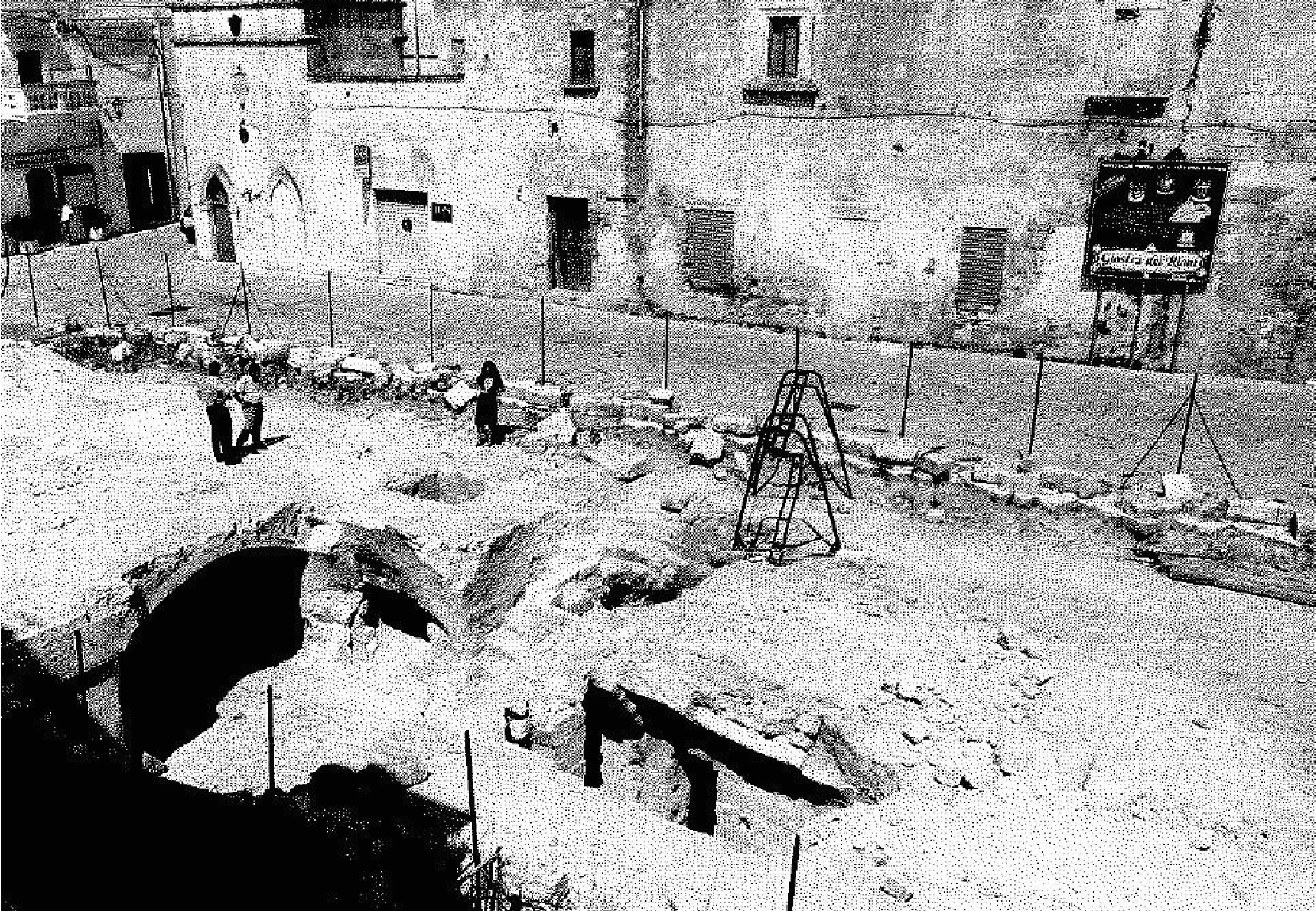

### Architetture rurali

#### Casale medievale di Modunato
Il territorio di Avetrana è caratterizzato inoltre da numerose masserie, tra le quali si ricordano quelle fortificate di Frassanito (sul sito dello scomparso omonimo casale) e La Marina, ed inoltre Abbatemasi, Bosco, Cannelle, Centonze, Granieri, Grottelle, Monte la Conca, Mosca (in origine Torre Mosca, contraddistinta da una torre circolare oggi scomparsa), Nuova, Quarto Grande, Rescio, Ruggiano (masseria moderna sul sito dello scomparso omonimo casale), Sinfarosa e Strazzati. Alcune masserie (Pastori, Porticella, Porcile e la scomparsa Palommaro), un tempo in posizione agreste, sono state inglobate nel centro abitato. La masseria Monte d'Arena è scomparsa, mentre si conservano solo dei ruderi della masseria Quartulli e della masseria Torre di Pierri.

### Aree archeologiche
Nel territorio esistono grotte di natura carsica e alcuni resti archeologici.
- A sud della masseria della Marina, sulla strada Tarantina (provinciale Nardò-Maruggio) sono stati rinvenuti i resti di un villaggio e di un'area sepolcrale risalenti al Neolitico medio (V millennio a.C. Il sito è stato indagato dalla Soprintendenza Archeologica della Puglia e dal dipartimento di beni culturali dell'Università degli Studi di Lecce. Una mostra archeologica permanente è allestita dal 2003 nella casamatta del Torrione medioevale, mentre dal 2006 è stato allestito un percorso per rendere fruibile l'area di scavo.
- Le "grotte di San Martino", situate a sud dell'abitato, lungo la strada provinciale verso Torre Colimena, presentano tracce di frequentazione dal Neolitico antico all'epoca romana.
- Nella località di San Francesco sono stati rinvenuti i resti di una villa rustica romana.
- I casali di Santa Maria e di Modunato presentano tracce di frequentazione risalenti all'epoca bizantina.
- "La Crava" è un giacimento fossilifero in corso di studio da parte dell'Università degli studi di Roma "La Sapienza".

## Società

### Evoluzione demografica
Abitanti censiti

Al 1-1-2022 risiedevano ad Avetrana 118 cittadini stranieri.
Il dialetto parlato ad Avetrana è il salentino con influenze di lessico leccese con alcune cadenze brindisine. Il dialetto salentino si presenta carico di influenze riconducibili alle dominazioni e ai popoli stabilitisi in questi territori che si sono susseguite nei secoli: messapi, greci, romani, bizantini, longobardi, normanni, albanesi, francesi, spagnoli.

### Tradizioni e folclore
- Festa di san Antonio abate (17 gennaio), contraddistinta da una breve processione con la banda cui segue la benedizione del pane e degli animali e l'accensione di un grande falò fuori dall'abitato(d'onde l'espressione dialettale "Sant'Antoni ti lu fuecu") : si tratta di un enorme piramide di tralci di vite appena potata a cui si dà fuoco la sera della festa per ottenere la protezione del santo.
- Carnevale avetranese, con mascherine e carri allegorici
- Tria di san Giuseppe (19 marzo), con la processione sino alla piazza centrale, dove sono state allestite delle tavolate imbandite di tria (una specie di tagliatella) che viene benedetta dal sacerdote e distribuita ai presenti. Il termine dialettale tria è antichissimo e deriva dall'arabo itrya, che significa pasta secca. Questa tradizione nasce come distribuzione di un pasto ai poveri del paese organizzato dai benestanti del luogo. Successivamente diviene dono alimentare per sfamare i forestieri presenti e offerta per ottenere la protezione del santo.
- Festa patronale di san Biagio, protettore della gola e di Avetrana, celebrata in modo solenne dopo l’apparizione del santo sulla porta del paese durante il terremoto di Nardò (1743). Da allora gli avetranesi dedicano ai suoi festeggiamenti gli ultimi giorni di aprile (27, 28, 29, 30) in cui ha luogo la processione con la statua del santo (insieme al compatrono Sant’Antonio di Padova) e quattro giorni di spettacoli tra le luminarie per le strade principali, concerti bandistici e i fuochi pirotecnici.
- Festa di san Antonio da Padova (12 e 13 giugno). La tradizione popolare è caratterizzata da una processione di carretti trainati da cavalli dalle grandi ruote di legno, colmi di covoni di grano appena mietuto e addobbati con altarini e immagini del santo; sull’ultimo carro è issata la statua di sant’Antonio. La processione viene aperta dai bambini vestiti con saio di tela ed un giglio in mano, seguiti dalle donne con abiti d’epoca delle contadine dei decenni trascorsi, attraversando le principali vie del paese fino ad arrivare allo stadio, in cui avviene la rievocazione del “miracolo del giumento” compiuto da sant'Antonio per convertire un eretico, nonché la suggestiva “Ballata dei cavalli” di Angelo Macripò, addestratore di cavalli per il cinema internazionale.
- Giostra dei rioni durante la quale si organizzano dei giochi che coinvolgono i quattro rioni storici del paese (Castello, San Martino, Saraceno e San Francesco).
- Varie Feste dedicate alla Madonna durante l'anno: quali i festeggiamenti in onore alla Madonna del Carmine o all'Addolorata o alla Madonna del Rosario

## Geografia antropica

### Frazioni
Urmo Belsito (o semplicemente l'Urmo) è una località situata tra Avetrana (da cui dista 4 km.) e il mar Ionio (da cui dista circa 2 km). Il panorama visibile da Urmo spazia su un pezzo di specchio di mare e di costa tra Gallipoli e Maruggio. Il villaggio, in cui si trovano strutture come un campo sportivo e una chiesa all'aperto, è abitato prevalentemente in estate.

## Economia
Dagli anni '90 si è sviluppato ad Avetrana il settore turistico, sfruttando la vicinanza alla costa, distante 5 km, con un'offerta di strutture ricettive di tipo agrituristico o bed and breakfast.

## Infrastrutture e trasporti

### Strade
I collegamenti stradali principali sono rappresentati da:
- Strada statale 174 Salentina di Manduria,
- Strada statale 7 ter Salentina (uscita Avetrana).

## Amministrazione
Di seguito è presentata una tabella relativa alle amministrazioni che si sono succedute in questo comune.
| Periodo        | Periodo           | Primo cittadino      | Partito                           | Carica  | Note  |
| -------------- | ----------------- | -------------------- | --------------------------------- | ------- | ----- |
| 9 agosto 1988  | 6 marzo 1992      | Francesco Scarciglia | Democrazia Cristiana              | Sindaco | [ 9 ] |
| 2 maggio 1992  | 7 giugno 1993     | Giovanni Scarciglia  | Democrazia Cristiana              | Sindaco | [ 9 ] |
| 7 giugno 1993  | 28 aprile 1997    | Giovanni Scarciglia  | Democrazia Cristiana              | Sindaco | [ 9 ] |
| 28 aprile 1997 | 14 maggio 2001    | Luigi Conte          | L'Ulivo                           | Sindaco | [ 9 ] |
| 14 maggio 2001 | 30 maggio 2006    | Luigi Conte          | L'Ulivo                           | Sindaco | [ 9 ] |
| 30 maggio 2006 | 16 maggio 2011    | Mario De Marco       | La Casa delle Libertà             | Sindaco | [ 9 ] |
| 15 maggio 2011 | 5 giugno 2016     | Mario De Marco       | Lista civica L'Impegno Continua   | Sindaco | [ 9 ] |
| 5 giugno 2016  | 17 settembre 2021 | Antonio Minò         | Lista civica Per Avetrana         | Sindaco | [ 9 ] |
| 4 ottobre 2021 | in carica         | Antonio Iazzi        | Lista civica R-Innoviamo Avetrana | Sindaco | [ 9 ] |

### Gemellaggi
- Maratea, dal 28 aprile 2010.[10]

## Sport
Nel comune hanno sede due società dilettantistiche di calcio, l'ASD Nuova Avetrana, che milita in prima categoria pugliese girone C e l'ASD Città di Avetrana che milita in seconda categoria pugliese girone B